# Andy Rourke
Andrew Michael Rourke (n. 17 ianuarie 1964, Manchester, Anglia, Regatul Unit – d. 19 mai 2023, New York City, New York, SUA) a fost un muzician englez, cel mai bine cunoscut ca basistul trupei indie rock din anii 1980, The Smiths. Considerat unul dintre cei mai mari basiști ai generației sale, el a fost cunoscut pentru abordarea sa melodică și inspirată de funk a jocului de chitară bas.
Rourke s-a alăturat celor de la Smiths după primul lor concert, cunoscându-l pe chitaristul Johnny Marr încă din școala secundară și a cântat pe întreaga lor discografie. După ce grupul s-a despărțit în 1987, a cântat în unele dintre primele lansări solo ale solistului Morrissey. Rourke a înregistrat cu Sinéad O'Connor și The Pretenders la începutul anilor 1990 și a fost membru al supergrupului Freebass și al trupei D.A.R.K., iar mai târziu Blitz Vega cu Kav Sandhu. A organizat concertele Versus Cancer din 2006 până în 2009.
1. ↑  Czech National Authority Database, accesat în 1 martie 2022